# Etzleben

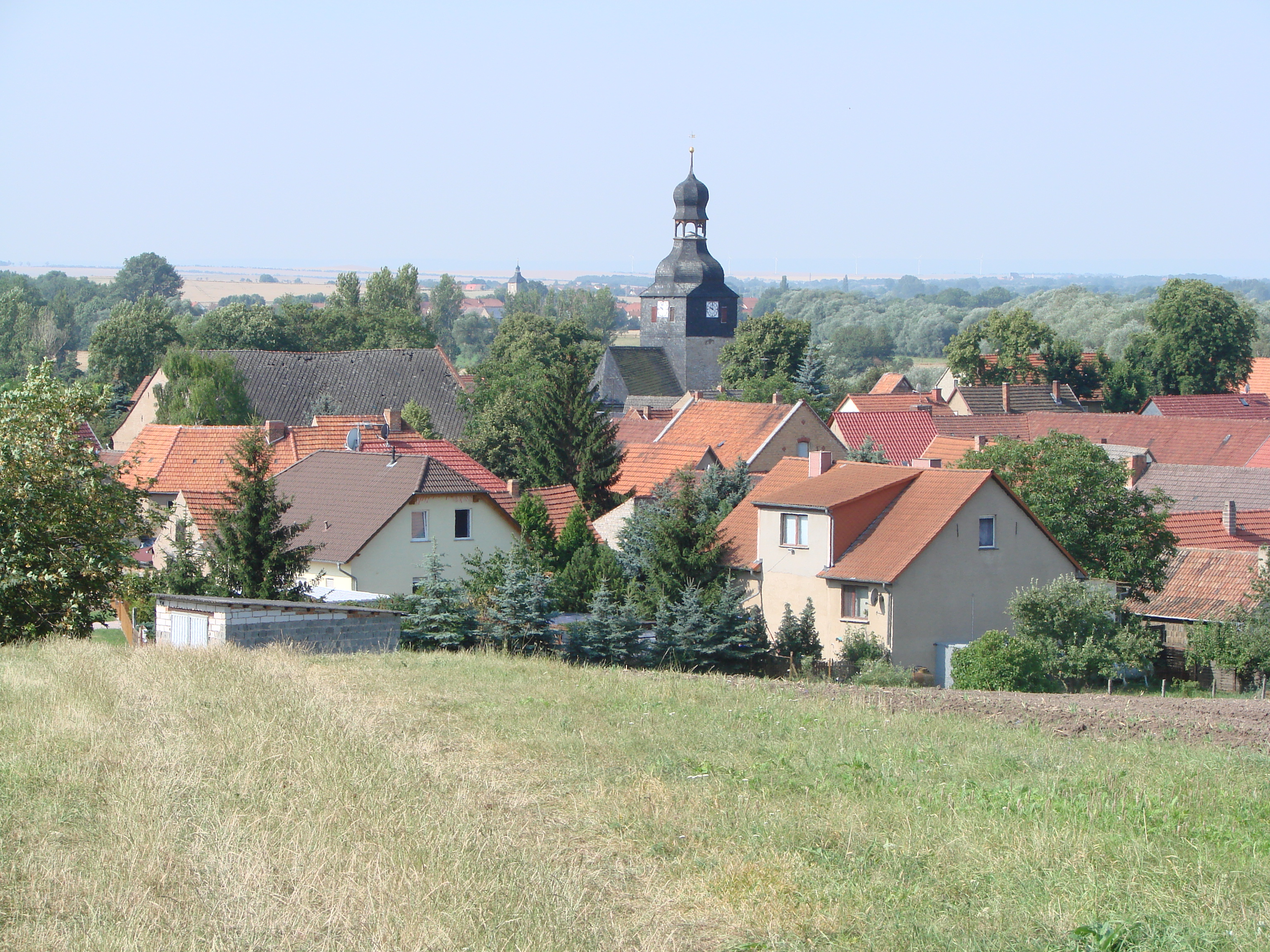
Blick auf den Ort

Etzleben ist eine selbstständige Gemeinde im thüringischen Kyffhäuserkreis. Erfüllende Gemeinde ist die Stadt An der Schmücke.

## Lage
Etzleben liegt im Thüringer Becken und in der erweiterten Lage der Unstrutniederung in einer fruchtbaren Gegend. Am westlichen Ortsrand fließt der hier als Lossa bekannte Lossa/Unstrutkanal. Er wird bei Griefstedt aus der Unstrut geleitet und mündet westlich des Nachbardorfs Gorsleben wieder in den Fluss ein. Die Bundesstraße 85 erschließt das Gebiet verkehrsmäßig. Nördlich befinden sich die Hainleite und etwas weiter das Kyffhäusergebirge. Östlicher liegt die Schmücke. Zwischen Schmücke und Hainleite liegt die Thüringer Pforte, ein Unstrutübergang. Südlich vom Dorf ist Sömmerda und nordwestlich Sondershausen als größere Stadt erreichbar.

## Geschichte
Etzleben wurde im Jahr 750 erstmals urkundlich erwähnt. Wolfgang Kahl fand den 17. Januar 1000.  Das Dorf zählt zu den Haufendörfern. Etzleben gehörte bis 1815 zum kursächsischen Amt Sachsenburg. Durch die Beschlüsse des Wiener Kongresses kam es zu Preußen und wurde 1816 dem Landkreis Eckartsberga im Regierungsbezirk Merseburg der Provinz Sachsen zugeteilt, zu dem der Ort bis 1944 gehörte. 1881 erhielt der Ort einen Bahnhof an der Bahnstrecke Sangerhausen–Erfurt. Bis 1990 war Etzleben ohne Wasser- und Abwasserleitung. Im landwirtschaftlich orientierten Dorf wurden die Bauern zur Zeit der DDR zwangskollektiviert.
Seit dem 1. Januar 2019 ist An der Schmücke erfüllende Gemeinde für Etzleben, zuvor gehörte Etzleben der Verwaltungsgemeinschaft An der Schmücke an.

### Kirche
- St. Laurentius (Etzleben)

### Einwohnerentwicklung
Entwicklung der Einwohnerzahl (31. Dezember):
| - 1994 – 337 - 1995 – 342 - 1996 – 336 - 1997 – 342 - 1998 – 334 - 1999 – 315 | - 2000 – 324 - 2001 – 330 - 2002 – 331 - 2003 – 331 - 2004 – 332 - 2005 – 314 | - 2006 – 311 - 2007 – 304 - 2008 – 304 - 2009 – 303 - 2010 – 290 - 2011 – 289 | - 2012 – 291 - 2013 – 290 - 2014 – 281 - 2015 – 272 - 2016 – 264 - 2017 – 262 | - 2018 – 261 - 2019 – 264 - 2020 – 256 - 2021 – 266 - 2022 – 263 - 2023 – 266 |

Datenquelle: Thüringer Landesamt für Statistik